# Parque nacional de Shete Boka
El Parque nacional de Shete Boka (en neerlandés: Nationaal park Shete Boka; en papiamento: Parke Nashonal Shete Boka, que quiere decir Parque nacional de las Siete Bocas, también traducido como calas o bahías) es una reserva natural en Curazao. El parque fue establecido en 1994 y cubre aproximadamente 200 hectáreas.
El área es adyacente al parque nacional Christoffel y cubre más de 10 kilómetros de la escarpada costa norte de la isla. Hay docenas de calas y ensenadas donde tres especies de tortugas marinas ponen sus huevos.
La atracción más famosa de la zona es Boka Tabla (o Boca Tabla), una cueva que en un lado es accesible desde tierra, y que por el otro lado recibe el viento del norte-este y el mar pega hacia adentro.